# Avernakø
Avernakø es una isla de Dinamarca ubicada al sur de Fionia. Tiene una población estimada, a inicios de 2022, de 121 habitantes.
La isla ocupa una superficie de 5.9 km². Se puede llegar a la isla por medio de ferry desde Faaborg y Lyø (invirtiendo tiempos de 30 y 70 minutos, respectivamente).
Originalmente, Avernakø era dos islas distintas, "Korshavn" y "Avernak". En 1937 las dos islas fueron conectadas por un dique llamado Drejet.
Las principales ocupaciones en la isla son la agricultura y el turismo.